# Cleridae
Famille
Les Cleridae sont une famille d'insectes de l'ordre des coléoptères.

## Historique et dénomination
La famille a été décrite par l'entomologiste français Pierre André Latreille en 1802.

### Synonymie
- Corynetidae Laporte, 1836

## Taxonomie
- Clerinae  Latreille, 1802
- Enopliinae  Gistel, 1856
- Epiphloeinae  Kuwert, 1893
- Hydnocerinae  Spinola, 1844
- Korynetinae  Laporte, 1836
- Tarsosteninae  Jacquelin du Val, 1860
- Thaneroclerinae  Chapin, 1924
- Tillinae  Leach, 1815

Selon Wikispecies,il y a douze sous-familles:

Clerinae - Enopliinae - Epiclininae - Epiphloeinae - Hydnocerinae - Isoclerinae - Korynetinae - Neorthopleurinae - Peloniinae - Tarsosteninae - Thaneroclerinae - Tillinae